# Smile (2022)
Smile (bra: Sorria; prt: Sorri) é um filme americano de terror psicológico escrito e dirigido por Parker Finn, baseado no seu curta-metragem Laura Hasn't Slept (2020). Lançado em 30 de setembro de 2022 pela Paramount Pictures, o filme é estrelado por Sosie Bacon, Jessie T. Usher, Kyle Gallner, Caitlin Stasey, Kal Penn e Rob Morgan. A continuação Smile 2 foi lançada em 2024.

## Sinopse
Após testemunhar uma experiência traumática envolvendo um paciente, a mente de uma psiquiatra começa a se voltar contra ela mesma.

## Elenco
- Sosie Bacon
- Jessie Usher
- Kal Penn
- Rob Morgan
- Kyle Gallner
- Caitlin Stasey
- Judy Reyes
- Gillian Zinser
- Kevin Keppy
- Nick Arapoglou
- Sara Kapner
- Jack Sochet

## Produção
Em junho de 2020, Parker Finn foi escolhido pela Paramount Pictures para escrever e dirigir uma adaptação do seu próprio curta-metragem, Laura Hasn't Slept, que mostrava uma jovem procurando a ajuda do seu terapeuta para se livrar de um pesadelo recorrente. Em março daquele ano, o curta havia ganhado o prêmio do júri pela categoria Midnight Short do South by Southwest. Em setembro de 2021, o filme foi anunciado com o título provisório Something's Wrong with Rose, com Sosie Bacon interpretando a personagem-título. A Paramount Players e a Temple Hill Entertainment co-produziram o filme. Em outubro do mesmo ano, Jessie T. Usher, Kyle Gallner, Rob Morgan, Kal Penn, Judy Reyes, Gillian Zinser e Caitlin Stasey juntaram-se ao elenco.
As filmagens começaram em 11 de outubro de 2021 em Nova Jérsei, incluindo a cidade de Hoboken, e acabaram em 24 de novembro de 2021.
A edição e pós-produção começaram em 3 de dezembro de 2021 e terminaram no final de maio de 2022, quando o filme foi renomeado para Smile. No final do mês, Cristobal Tapia de Veer foi contratado para compor a trilha do filme.

## Lançamento
Smile foi lançado em 30 de setembro de 2022 pela Paramount Pictures.

### Marketing
Materiais promocionais lançados incluem um teaser de oito segundos, divulgado em 26 de maio de 2022, e um teaser de 40 segundos exibidos nos cinemas antes dos filmes Top Gun: Maverick e Crimes of the Future no início de junho. No dia 22 de junho, um trailer de dois minutos e o cartaz do filme foram divulgados. Brad Miska, do Bloody Disgusting, disse que as cenas do filme eram “bastante genéricas”, mas que se destacaram pelas semelhanças com Ringu e The Ring. Shania Russell, do /Film, comparou o filme com The Ring, It Follows, e Truth or Dare, e escreveu: “É tudo muito familiar e não é muito difícil de imaginar como o filme progredirá, mas os sustos podem fazer ou acabar com a experiência. Com base no trailer, Smile é mais que promissor.”